# Рукавичка (мультфільм, 1967)
«Рукавичка» (рос. Варежка) — анімаційний фільм Романа Качанова, випущений студією Союзмультфільм в 1967.
Згідно з думкою критиків, мультфільм підкуповує своєю наївністю, простотою і чистотою. Зазначають також чудовий музичний супровід, за своїм стилем нагадує професійні інструментальні імпровізації.

## Сюжет
Дівчинка дуже мріє завести собі собаку, але сувора і зайнята мама не дозволяє їй цього. Тоді дівчинка починає грати зі своєю в'язаній рукавичкою, уявляючи, ніби це щеня. Дівчинка так сильно хоче мати собаку, що рукавиця в її мріях перетворюється на справжнього щеняту, зберігаючи при цьому «в'язану» фактуру і візерунок з трьох чорних шашечок на спині.
Обрадувана дівчинка веде свого нового друга на виставку собак, на якій чотириногі учасники беруть участь у змаганні. Собачка-«рукавиця» першою встигає відшукати палицю і спрямовується до фінішу, але на смузі перешкод потрапляє петелькою своєї в'язаній шерсткою на цвях. У результаті призером стає іншою пес, а в'язаний щеня втрачає свою форму і знову перетворюється в рукавицю.
Бачачи горе дівчинки від втрати друга, зайнята мама залишає книгу і сама бере у сусідів цуценя для своєї дочки.

## Нагороди
- III ВКФ, Ленінград 1968, — Перша премія .
- VII МФ анімаційних фільмів, Ансі (Франція) 1967 — Перша премія за найкращий дитячий фільм.
- V ММКФ, Москва 1967, — Срібна медаль у конкурсі дитячих фільмів.
- X МФ фільмів для дітей та юнацтва, Хіхон (Іспанія) 1968 — Гран-Прі «Золота пластина»; приз Хіхон а «За високу якість мультиплікації».

## Цікаві факти
- Бульдогу з мультфільму художниками, було надано портретну схожість з режисером фільму Романом Качановим.